# پشتیبانی از محصول شبکه
پشتیبانی محصول شبکه محور (NCPS)، یک کاربرد اولیه از معماری کامپیوتری اینترنت اشیا (IoT) است که برای استفاده از فناوری‌های اطلاعاتی جدید و شبکه‌های جهانی برای کمک به مدیریت نگهداری، پشتیبانی و زنجیره تأمین محصولات پیچیده‌ای که از یک یا چند سیستم مانند ناوگان هواپیمای متحرک یا دارایی‌های با موقعیت ثابت مانند سیستم‌های ساختمانی پیچیده تشکیل شده‌و توسعه یافته‌است. این کار با ایجاد رشته‌های دیجیتالی که زیرسیستم فیزیکی را به مدل مجازی با طراحی Digital Twins وصل می‌کند. با درنظر گرفتن اطلاعات از طریق سرورهای میکرو وب شبکه‌ای که به عنوان ایستگاه عملیاتی رایانه در هر جزء زیرسیستم (یعنی واحد کنترل موتور در هواپیما) یا موارد دیگر مانند کنترل و فعال کردن ارتباطات دو طرفه با استفاده از فناوری‌های اینترنتی و شبکه‌های ارتباطی موجود - بنابراین امکان گسترش سیستم مدیریت چرخه عمر محصول (PLM) به یک محصول متحرک و در سطح زیرسیستم را به سرعت فراهم می‌کند. NCPS را می‌توان به عنوان طرف دیگر پشتیبانی Network-centric warfare در نظر گرفت، زیرا به سمت فراتر بودن از محیط لجستیک سنتی و عملکردهای پشتیبانی پس از عملیات با اتخاذ یک رویکرد مدیریت سیستم تطبیقی پیچیده و ادغام نگهداری و تدارکات در یک محیط طبیعی و یکپارچه سازی پیش می‌رود. تکامل آن از بینش‌های گرفته شده از CDR Dave Load (USNR) از Network-centric warfare مبتنی بر Network-centric warfare در فرماندهی توسعه جنگ دریایی ایالات متحده (NWDC) در اواخر دهه ۱۹۹۰ شروع شد، که بعداً تلاش‌های تحقیقاتی تجاری NCPS در هوانوردی در United Technologies Corporation را رهبری کرد. تعامل با آزمایشگاه‌های MIT Auto-ID, EPCglobal، انجمن حمل‌ونقل هوایی آمریکا
ATA Spec 100/iSpec 2200 و سایر اتحادیه‌هایی که در فناوری‌های نوظهور برای معماری اینترنت اشیا (IoT) پیشگام بودند، به تکامل NCPS کمک کرد.

## هدف
به بیان ساده، این معماری، زیرساخت موجود شبکه جهانی وب سرورهای تحت شبکه را به محصول در سطح کنترل زیرسیستم خود با استفاده از رویکرد تودرتو «systems of systems" مهندسی سیستم، گسترش می‌دهد. یک وب سرور/ایستگاه عملیاتی کامپیوتری با عملکرد دوگانه به عنوان هسته آن در نظر گرفته شده‌است که به پورت‌های آزمایشی کنترل‌کننده محصول (همان‌طور که در برنامه‌های مقاوم‌سازی استفاده می‌شود یا مستقیماً در کنترل‌کننده محصولات جدید ادغام شده‌است) متصل است، بنابراین دسترسی به چرخه‌های عملیاتی، حسگرها و سایر اطلاعات را در یک طبقه فراهم می‌کند، نقطه آدرس پذیر اینترنتی که امکان دسترسی از راه دور را فراهم می‌کند و امکان میزبانی نرم‌افزار قابل تنظیم مجدد از راه دور که می‌تواند داده‌ها را از کنترل‌کننده زیرسیستم جفت شده خود جمع‌آوری و پردازش کند و سایر منابع محاسباتی را در سراسر شبکه جذب کند. سپس می‌تواند یک شبکه وب جهانی بی‌سیم بومی سازی شده در داخل و اطراف محصول ایجاد کند که می‌تواند به‌طور ایمن توسط دستگاه با هر وسیله دستی مجهز به مرورگر وب مستقل از وب جهانی بزرگتر به آن متصل شود، و همچنین به‌طور یکپارچه در شبکه‌های جهانی ادغام شود وقتیکه ارتباطات بی‌سیم خارجی در دسترس است – بنابراین با ایجاد داده‌های Digital Twins در کارخانه، چرخه عمر محصول را با رشته‌های دیجیتال به روز شده دائماً به هم متصل می‌کند. این امکان یک رویکرد یکپارچه را فراهم می‌کند که امکان به روز رسانی آفلاین و آنلاین را فراهم می‌کند. سیستم‌های قدیمی معمولاً یک شخص که لپ‌تاپ را به صورت فیزیکی به کنترل‌کننده سیستم یا یک انجام دهنده از راه دور متصل کند تا داده‌ها را به‌صورت دستی جمع‌آوری کند و آن‌ها را به موقیتی برگرداند که بعداً بتوان آن‌ها را به کارخانه یا به سایت‌های دانلود مبتنی بر وب‌سرور محدود برای تجزیه و تحلیل خارج از برد منتقل کرد، لازم دارند.
این معماری همچنین ارتباط با سایر ریز وب سرورها را در دسته‌های کامپیوتری خود (به عنوان مثال در هواپیما) یا با طبقه‌های سطح بالاتر (مانند یک پورتال اینترنتی مدیریت ناوگان و مدیران عملیات پرواز) امکان‌پذیر می‌کند، بنابراین دسترسی به منابع داده و پرسنل و مهندسین کارخانه را با کامپیوترهای اداری راه دور، از طریق شبکه جهانی وب امکان‌پذیر می‌کند. همان‌طور که قبلاً گفته شد، سیستم به‌طور غیرهمزمان عملیات انجام می‌دهد، به این صورت که برای کار کردن، لازم نیست همیشه به شبکه جهانی وب متصل باشد. بلکه به سادگی به صورت محلی عمل می‌کند، سپس اطلاعات دو طرفه مربوط به زیرسیستم را همگام‌سازی می‌کند و به عنوان یک در (ارتباطات) روی عرشه عمل می‌کند که بر حسب نیاز به درهای دیگر در داخل شبکه که می‌توانند در هوا یا روی زمین باشند، زمانی که ارتباطات در دسترس است متصل می‌شود. این را می‌توان از طریق LAN بی‌سیم، ماهواره، شبکه سلولی یا سایر قابلیت‌های ارتباطی بی‌سیم یا سیمی انجام داد. امنیت شبکه بسیار مهم است و معماری می‌تواند از پروتکل‌های امنیتی وب استاندارد، از رمزنگاری کلید عمومی گرفته تا دستگاه‌های رمزگذاری سخت‌افزاری تعبیه شده، استفاده کند.

## استفاده رایج
درک گسترش معماری شبکه جهانی وب در محصول، بسیار مهم است، زیرا تمام تصمیمات مربوط به تولید قطعات یدکی، برنامه‌ریزی پروازها، و سایر عملکردهای OEM کارخانه و اپراتور خطوط هوایی، بر اساس آنچه برای محصول در این زمینه اتفاق می‌افتد هدایت می‌شود. (در درجه اول میزان سایش و خرابی نادر). پیش‌بینی میزان سایش، و در نتیجه تأثیر آن بر عملیات و پیش‌بینی تولید قطعات یدکی در آینده، برای بهینه‌سازی عملیات برای همه افراد، حیاتی است. مدیریت یک سیستم پیچیده مانند ناوگان هواپیما، وسایل نقلیه یا محصولات با موقعیت ثابت را می‌توان به این روش انجام داد. به عنوان مثال، همراه با فناوری‌هایی مانند RFID، سیستم می‌تواند قطعات را از کارخانه تا هواپیمای داخل هواپیما ردیابی کند، سپس به خواندن وضعیت قطعات برچسب گذاری شده قابل تعویض زیرسیستم ادامه دهد، پیکربندی آنها را بر روی ساعت‌ها ی مختلف و دوره‌های عملیات نگاشت کند، سپس ارتباط نرخ سایش پیش‌بینی شده از طریق شبکه جهانی وب به اپراتور یا کارخانه که بازمی‌گردد را پردازش کند. به این ترتیب، نرخ سایش مکانیکی و خرابی‌هایی که در آینده رخ خواهند داد را می‌توان با دقت بیشتری پیش‌بینی کرد و پیش‌بینی ساخت و حمل قطعات یدکی را به میزان قابل توجهی بهبود بخشید. این Prognostics Health Monitoring (PHM) نامیده می‌شود که در سال‌های اخیر با ظهور کنترل‌کننده‌های الکترونیکی، امکان‌پذیر شده‌است و یک گام تکاملی سال‌های اخیر در مدیریت پشتیبانی و تعمیر و نگهداری هواپیما است که به عنوان فرآیندهای جداگانه قبل از جنگ جهانی دوم آغاز شد و به یک سیستم ردیابی دستی برای پشتیبانی از ناوگان هواپیما در جنگ کره تبدیل شد. پشتیبانی مکانیک از طریق دسترسی بی‌سیم موضعی به اطلاعات فنی ذخیره‌شده و به‌روزرسانی‌شده از راه دور بر روی مؤلفه میکرو وب‌سرور مربوط به آن محصول، مانند بولتن‌های خدمات، به‌روزرسانی‌های کارخانه، کد خطا، رویه‌های تعمیر و نگهداری بازی‌های رایانه‌ای سه بعدی هوشمند، و برنامه‌های کاربردی رسانه‌های اجتماعی برای به اشتراک گذاری مشکلات محصول و بهبود روش‌های تعمیر و نگهداری در این زمینه که شامل ارتباطات دو طرفه صوتی، متنی و تصویری می‌شود. توجه داشته باشید که این معماری را می‌توان بر روی هر سیستمی که نیاز به کنترل و بروزرسانی دارد، تا شامل برنامه‌های پزشکی موبایل برای کنترل بر عملکرد سیستم‌های انسانی در زمانی که سوژه مجهز به سنسورهای داده باشد، استفاده کرد.

## پیشینه و نمونه‌های دیگر
مؤلفه اصلی میکرو وب سرور (یعنی واحد داخلی) که کلید فعال سازی معماری NCPS است، برای اولین بار در سال ۲۰۰۱ توسط David Loda, Enzo Macchia, Sam Quadri and Bjorn Stickling at United Technologies' Pratt & Whitney متعلق به United Technologies نمونه سازی اولیه و نشان داده شد و در ابتدا مورد آزمایش در ژانویه ۲۰۰۲، سوار بر جت Fairchild-Dornier 328 (بعدها AvCraft 328) قرار گرفت. این به عموم مردم معرفی شد و در Farnborough Air Show در ژوئیه ۲۰۰۲ به صورت نمونه اولیه و مجدداً در سال ۲۰۰۴ به عنوان یک محصول دارای گواهینامه پرواز که توسط United Technologies به عنوان DTU و بعداً واحدهای مدیریت داده FAST به بازار عرضه شد برای خدمات دهی در تعدادی از هواپیماها و ناوگان هلیکوپتری به نمایش گذاشته شد.
یک رویکرد سیستمی پیچیده مشابه در یک برنامه کاملاً متفاوت با موفقیت در سیستم بزرگراه بین ایالتی آیزنهاور انجام شده‌است، اگرچه در NCPS، اطلاعات منتقل می‌شود، نه خودروها و کامیون‌ها. NCPS یا پشتیبانی محصول شبکه محور، یک مفهوم معماری است و صرفاً راه‌های اصلی موجود در ارتباطات جهانی و اینترنت را به محصول تلفن همراه متصل می‌کند و فرآیندهای نگهداری و زنجیره تأمین را به یک سیستم محصول محور یکپارچه با یک حلقه بازخورد سریع برای طراحان، کارخانه و نگهبانان در مورد عملکرد و قابلیت اطمینان محصول گسترش می‌دهد. به عنوان مثال، برای به دست آوردن اطلاعات در مورد یک موتور خاص در یک هواپیمای درحال حرکت، این موثرتر است که درخواست را مستقیماً به موتور ارسال کنید و همه اطلاعات تولید شده و مربوط به آن سیستم را در آنجا دریافت کنید، همچنین در یک پایگاه داده از راه دور دوقلو برای دسترسی و همگام سازی کنید. نمونه‌های دیگری که می‌توان از آن استفاده کرد عبارتند از کانتینرهای حمل و نقل، خودروها، فضاپیماها، لوازم خانگی، نظارت بر پزشکی، یا هر محصول پیچیده دیگری با سنسورها و زیرسیستم‌هایی که نیاز به پشتیبانی و نظارت تعمیر و نگهداری دارند.
بسیاری از سازمان‌ها ارزش یک رویکرد "net-centric" را برای مدیریت سیستم‌های پیچیده در نظر می‌گیرند، از جمله Network Centric Operations Industry Consortium (NCOIC)، که انجمنی از پیمانکاران پیشرو هوافضا و دفاعی در عرصه Network Centric Warfare است. تفکر شبکه محور برای عملیات هواپیما، از جمله نمایش‌های عملیاتی با قابلیت شبکه (NEO)، همچنین در رویکرد تجاری Next Generation Air Transportation System (NextGen) که توسط دولت ایالات متحده برای اصلاح مدیریت حمل‌ونقل هوایی در قرن بیست و یکم ایجاد شده‌است، برجسته است.